# Елизабет фон Анхалт-Десау
Елизабет Мария Фридерика Амалия Агнес фон Анхалт-Десау (на немски: Elisabeth Marie Friederike Amalie Agnes von Anhalt-Dessau; * 7 септември 1857, Вьорлиц; † 20 юли 1933, Нойщрелиц) от род Аскани, е принцеса от Анхалт-Десау и чрез женитба последната велика херцогиня на Мекленбург-Щрелиц (1904 – 1914).

## Биография
Тя е дъщеря на херцог Леополд Фридрих I Франц Николаус фон Анхалт (1831 – 1904), княз фон Анхалт-Десау, и съпругата му Антоанета фон Саксония-Алтенбург (1838 – 1908), дъщеря на принц Едуард фон Саксония-Алтенбург (1804 – 1852) и първата му съпруга Амалия фон Хоенцолерн-Зигмаринген (1815 – 1841). Сестра е на Леополд (1855 – 1886), наследствен принц на Анхалт, Фридрих II (1856 – 1918), херцог на Анхалт, Едуард (1861 – 1918), херцог на Анхалт, Ариберт фон Анхалт (1864 – 1933), и на Александра (1868 – 1958), омъжена през 1897 г. за княз Зицо фон Шварцбург (1860 – 1926).
Елизабет се омъжва на 17 април 1877 г. в Десау за бъдещия велик херцог Адолф Фридрих V фон Мекленбург-Щрелиц (* 22 юли 1848, Нойщрелиц; † 11 юни 1914, Берлин), единственият син на велик херцог Фридрих Вилхелм II (1819 – 1904) и принцеса Августа Каролина Кембриджка от Великобритания и Ирландия (1822 – 1916), внучка на британския крал Джордж III (1738 – 1820).
Нейният съпруг става велик херцог през 1904 г. Великата херцогиня Елизабет фон Анхалт-Десау се грижи за обучението и здравеопазването.
Умира на 75 години на 20 юли 1933 г. в Нойщрелиц и е погребана в княжеската гробница в дворцовата църква в Миров.

## Деца
Елизабет фон Анхалт-Десау и Адолф Фридрих V имат четири деца:
- Виктория Мария (* 8 май 1878, Нойщрелиц; † 14 октомври 1948, Оберкасел), омъжена I. на 22 юни 1899 (развод 1908) за граф Георг Яметел (1859 – 1944), II. на 11 август 1914 г. в Нойщрелиц за принц Юулиус Ернст фон Липе-Бистерфелд (1873 – 1952)
- Юта (* 24 януари 1880, Нойщрелиц; † 17 февруари 1946, Рим), омъжена на 15 юли 1899 г. за принц Данило II Петрович-Негош от Черна гора (1871 – 1939), крал на Черна гора (1921), син на крал Никола I
- Адолф Фридрих VI (* 17 юни 1882, Нойщрелиц; † 23 февруари 1918, Нойщрелиц), велик херцог на Мекленбург-Щрелиц (1914 – 1918), вер. се самоубива
- Карл Борвин (* 10 октомври 1888, Нойщрелиц; † 24 август 1908, при дуел при Мец)